# Patryk Kusza
Patryk Kusza (ur. 23 września 1991) – polski judoka.
Były zawodnik UKS Gimnazjon Suchy Las (2008-2015). Brązowy medalista zawodów pucharu Europy w Boras (2013) oraz brązowy medalista mistrzostw Polski seniorów 2013 w kategorii do 90 kg.